# Pilzno (gmina)
Pilzno est une commune urbaine-rurale de la Voïvodie des Basses-Carpates et du powiat de Dębica. Elle s'étend sur 165,2 km2 et comptait 17 569 habitants en 2010. Son siège administratif est la localité de Pilzno.

## Géographie

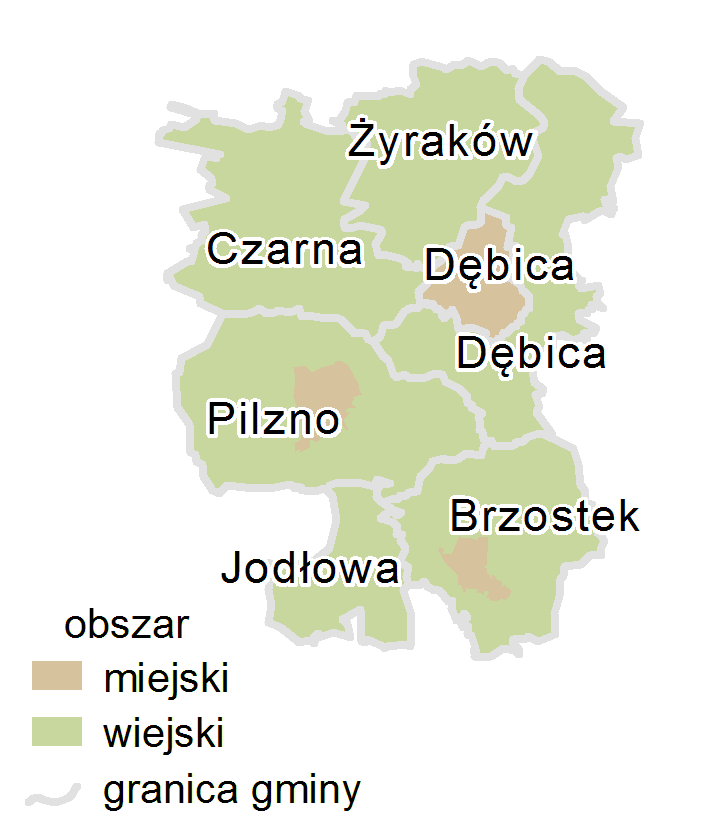
Carte du powiat (urbain en marron et rural en vert)